# Стивенсон, Джейми
Джейми Стивенсон (англ. Jamie Stevenson; 25 марта 1975) — английский ориентировщик, чемпион мира по спортивному ориентированию.
Ворвался в мировую элиту выиграв золотую медаль в спринте на чемпионате мира в 2003 году. В том же году помог своей эстафетной команде взойти на подиум в эстафете.
Успешно выступил на чемпионате мира в Дании в 2006 году, заняв третье место на средней дистанции.

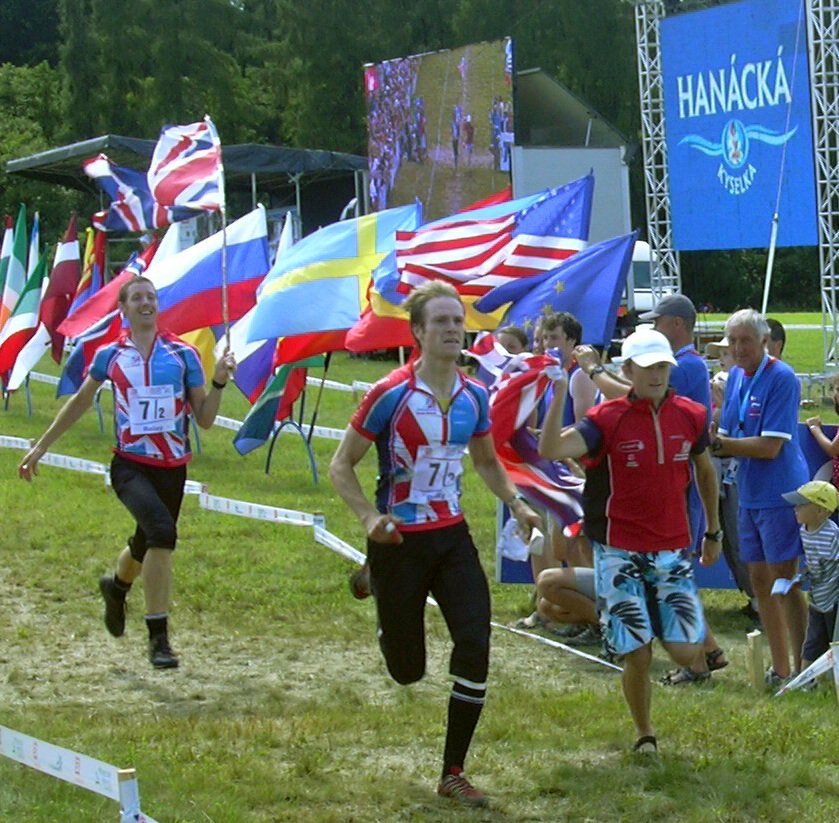
Золотой финиш Джейми Стивенсона на ЧМ 2008 в эстафете

Обладатель двух медалей чемпионатов Европы — бронза в 2002 и серебро на эстонском чемпионате Европы в Отепя в 2006 году.
Чтобы улучшить технику своего ориентирования в 1999 году переехал в Швецию.
В настоящее время живет и тренируется в Дании.
Один из авторов сенсационной победы мужской сборной Великобритании в эстафете на чемпионате мира в Чехии в 2008 году.
Несмотря на то, что на последнем этапе эстафеты ему противостояли более именитые соперники (француз Тьерри Жоржиу и россиянин Валентин Новиков) смог сохранить лидерство и прийти на финиш первым. Тем самым обеспечив первое в истории золото чемпионатов мира в эстафете для сборной Великобритании.